# 河北工业职业技术大学
河北工业职业技术大学是中华人民共和国的一所全日制本科公办普通高等职业学校，位于河北省石家庄市裕华区。
2001年，河北科技大学理工学院（独立学院）成立。2021年1月26日，整合河北工业职业技术学院办学资源，转设为河北工业职业技术大学。